# Hieracium guentheri-beckii
Hieracium guentheri-beckii es una especie de planta con flor del género Hieracium, de la familia Asteraceae, orden Asterales.

## Distribución
Hieracium guentheri-beckii se distribuye por Albania y exYugoslavia.

## Taxonomía
Fue descrita científicamente por Zahn.
Tratamiento taxonómico
La especie aparece registrada y publicada en H.G.L.Reichenbach, Icon. Fl. Germ. Helv.